# Dret real
Dret real és una figura jurídica provinent del dret romà ius in re o dret sobre la cosa, i que es contraposa al dret personal que implica una relació de deute entre dues persones.
El principal dret real és la propietat. D'altres drets reals són els d'usdefruit (dret a rebre el fruit o beneficis que produeixi la cosa), el de garantia (quan la cosa s'hipoteca), el d'habitació o el de superfície.
Algunes de les característiques que distingeixen els drets reals dels drets personals són:
- Els drets reals es poden exercir davant de tothom, mentre que els drets personals només es pot exercir davant del deutor.[1] Per exemple, el propietari d'una cosa té dret que ningú li prengui. Per aquest motiu, es diu que els drets reals són absoluts i els drets personals són relatius.
- Els drets reals impliquen un subjecte (qui té el dret) i un objecte (la cosa determinada sobre la qual té dret).[1]
- El dret real tendeix a ser perpetu, tot i que s'extingeix per la desaparició de la cosa.[1]
- Els drets reals sobre algunes coses s'inscriuen en registres públics,[1] per facilitar la defensa dels drets davant de tothom. Per exemple, pels béns immobles existeix el registre de la propietat.